# Cornelius Kornfeld
Cornelius Kornfeld (* 8. April 1918 in Berlin) ist ein deutscher Filmredakteur, Filmkritiker, Regisseur und Schriftsteller.

## Leben
Nach dem Abitur nahm Kornfeld Schauspielunterricht und ließ sich von Hanns Korngiebel beim RIAS Berlin als Sprecher und Regie-Assistent ausbilden. Es folgte ab 1947 eine Tätigkeit für den RIAS als Sprecher und Regisseur, ab 1949 darüber hinaus auch als Reporter und Autor für den NWDR in Berlin, Hamburg und Köln. Kornfelds redaktionelles Spezialgebiet war dabei der Film. So arbeitete er als Filmkritiker und führte unter dem Kürzel „Ko-Co“ zahlreiche Interviews mit prominenten Filmschaffenden. Für den SFB inszenierte Kornfeld die Hörfunkprogramme Der Film der Woche, Demnächst in diesem Theater und Unser Filmmagazin. Außerdem war Kornfeld auch als Synchronsprecher tätig.